# Euroasiáticos nororientales antiguos

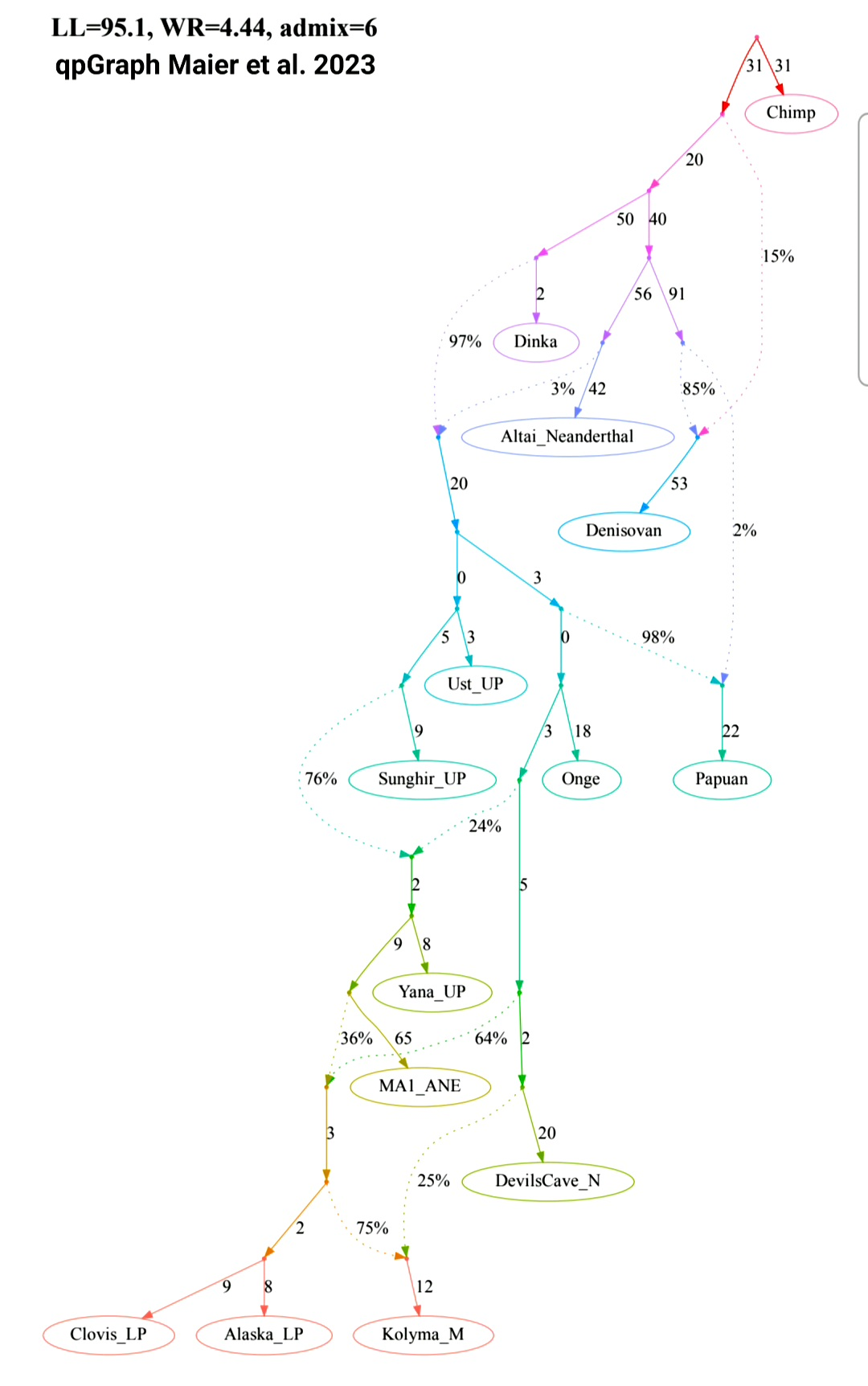
Contribución de las líneas antiguas de Asia Oriental a la formación de los euroasiáticos septentrionales antiguos (ANE), paleosiberianos antiguos (APS) y nativos americanos

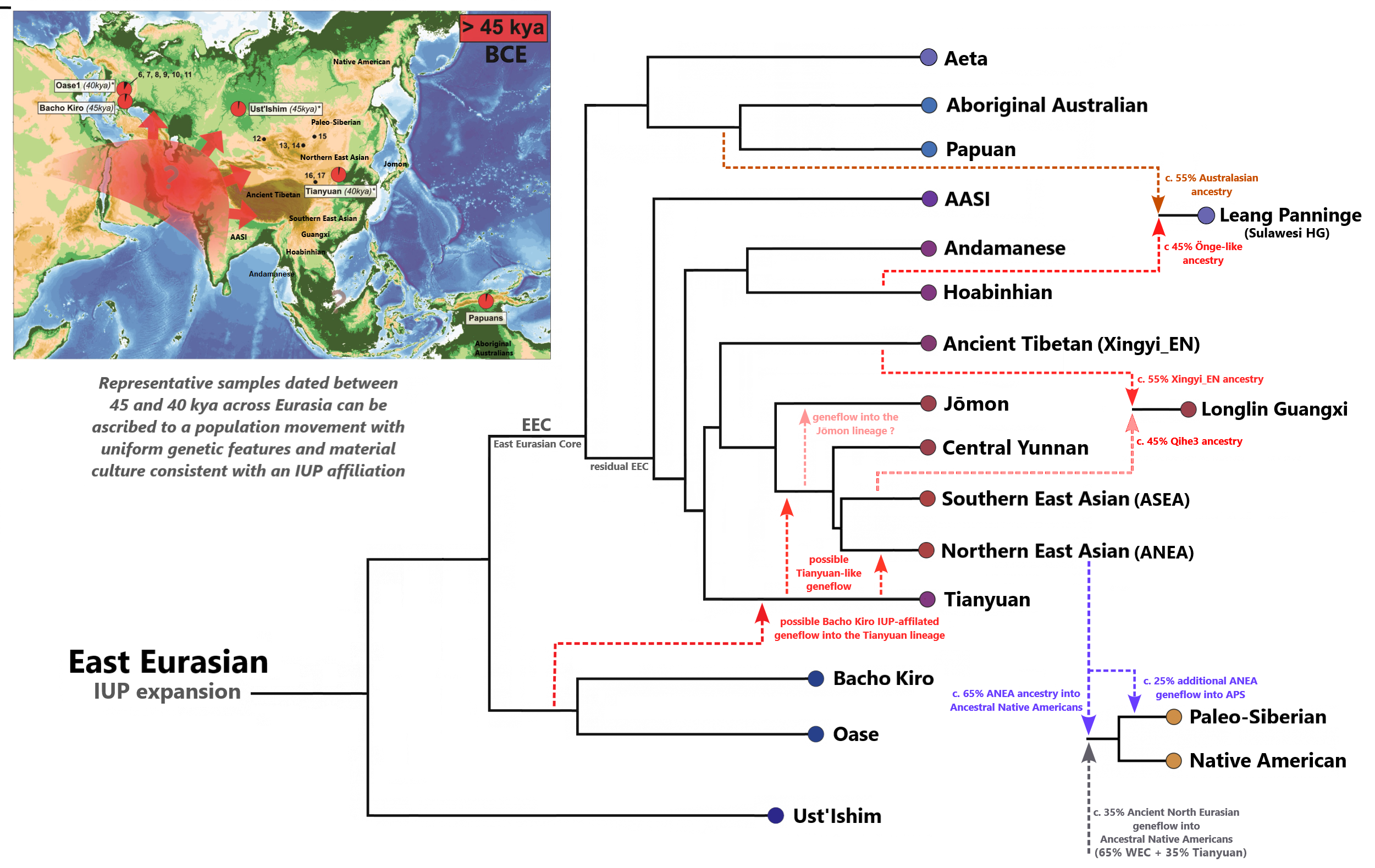
Posición filogenética de la línea euroasiática nororiental (antigua) entre otros eurasiáticos orientales.

En arqueogenética, el término antiguos euroasiáticos nororientales (ANEA, por Ancient North Eeastern Asians), también conocido como euroasiáticos nororientales, se utiliza para resumir los componentes ancestrales relacionados que representan a los pueblos antiguos del este de Asia septentrional, extendiéndose desde la región de Baikal hasta el Río Amarillo y la Línea Qinling-Huaihe en la actual China central. Se infiere que se habrían separado de los euroasiáticos surorientales antiguos (ASEA) entre el 20 000 y el 26 000 a. C.
Los ANEA pueden diferenciarse en tres subgrupos amplios, denominados “euroasiáticos noroccidentales antiguos” (ANA), “neoSiberianos” y "agricultores del río Amarillo". Los ANEA se deben distinguir de la línea "euroasiáticos noroccidentales antiguos" (ANA) con nombre similar, que también es conocida como "ascendencia del Amur" y que constituye un subgrupo de los ANEA, siendo específicamente ancestral para los pueblos cazadores-recolectores del 7º al 4º milenio antes del presente en la región de la cuenca del río Amur, que más tarde se expandieron a Siberia oriental, Mongolia y las regiones de Baikal, y que están más estrechamente relacionados con otros antiguos euroasiáticos del norte, como los “neosiberianos” previamente expandidos, evidentes en la región del Baikal del Neolítico temprano.
Al norte, se infiere que una rama temprana de la línea de los euroasiáticos nororientales antiguos contribuyó a la formación de los paleosiberianos antiguos (APS) junto con los euroasiáticos septentrionales antiguos (ANE), y, en el sur, a la formación de los "agricultores del río Amarillo" en conjunto con los euroasiáticos surorientales antiguos (ASEA). Los agricultores del río Amarillo están asociados con la expansión de las lenguas sino-tibetanas.
Los "neoSiberianos" o "euroasiáticos del noreste del interior", representados por los cazadores-recolectores de Yumin y la ascendencia Transbaikal_EMN, están asociados con una ruta de expansión interior de los euroasiáticos nororientales antiguos (China_NEastAsia_Inland_EN, aprox. 14 000 años), pero que puede diferenciarse de los "cazadores-recolectores del Amur" (aprox. 7 000-14 000 años) asociados con la "ascendencia ANA". Esta rama se volvió principalmente ancestral para los grupos del neolítico y la Edad de Bronce en la región de Baikal, como los cazadores-recolectores del neolítico de Baikal de la cultura Kitoi ("Baikal_EN", 5200–4200 a. C. o Shamanka_EN), la ascendencia de la Edad de Bronce y Neolítico tardío en Yakutia (Yakutia_LNBA) y Krasnoyarsk (kra001_BA) en Siberia Oriental y la región de Altái-Sayán, que pueden estar asociados con la expansión de los primeros hablantes de protourálico, así como, en conjunto con los paleosiberianos antiguos, a los cazadores-recolectores de la Edad de Bronce del oeste de Baikal asociados con la Cultura Glazkovo ("Baikal_EBA", aprox. 2500 a. C. o Shamanka_EBA) y la ascendencia Cisbaikal_LNBA, que puede estar asociada con los primeros hablantes de yeniseiano.
Los euroasiáticos nororientales antiguos (ascendencia del Amur), representados por especímenes mesolíticos del Amur (aprox. 7 000-14 000 años) y muestras posteriores de Mongolia, se expandieron tras la dispersión de grupos similares a los “Neo-Siberianos” y pueden estar asociados con la expansión de los hablantes de túrquico, mongólico y tungúsico.

## Especímenes del Paleolítico y Neolítico
La línea ANEA está representada por un espécimen del Paleolítico tardío (aprox. 19 000 años) de la región del Amur (Amur19k), así como por muestras del neolítico temprano, incluidos los individuos de Yumin, Puerta del Diablo (Extremo Oriente de Rusia, aprox. 7700 años), Shandong (costa de China, aprox. 9,500-7,500 años) y Lago Baikal (sur de Siberia, aprox. 7100-6300 años).